# Franklin Cover
Franklin Cover, né le 20 novembre 1928 à Cleveland et mort le 5 février 2006 à Englewood, d'une pneumonie, est un acteur américain.

## Biographie
Franklin Cover est principalement connu pour son rôle de Tom Wilis dans la série TV The Jeffersons. Lui et la défunte actrice Roxy Roker qui y jouait le rôle de Helen Willis furent un des premiers couples inter-raciaux à se produire au petit écran. Il eut aussi quelques bons rôles au cinéma notamment le mari de Tina Louise dans la version originale du film Les Femmes de Stepford et un bon rôle de soutien dans Wall Street. M.. Cover sera aussi connu pour avoir interprété le rôle du président ou du vice-président des États-Unis dans plusieurs téléfilms des années 1970 et 1980.